# Pomnik Pamięci Ofiar Lubina ’82
Pomnik Pamięci Ofiar Lubina '82 – monument upamiętniający tragiczne wydarzenia, do których doszło w sierpniu 1982 r. w Lubinie, tzw. Zbrodnię Lubińską. Został odsłonięty w X rocznicę tragedii przy Wzgórzu Zamkowym w Lubinie, czyli nieopodal miejsca, gdzie Milicja Obywatelska stłumiła pokojową manifestację przeciwko stanowi wojennemu. Funkcjonariusze zastrzelili wówczas 3 osoby, ranili kilkadziesiąt.
Pomnik autorstwa Zbigniewa Frączkiewiczaskłada się z 11 głazów. Na każdym wyryta jest litera, a wszystkie tworzą wyraz Solidarność. Trzy głazy wspierają krzyż, na płaszczyźnie którego zastygły ślady podeszw butów oraz opon samochodów. 
Koncepcja autora zakładała także powstanie, prócz pomnika głównego, dwóch mniejszych. Pierwszy z nich (pojedynczy głaz podtrzymujący krzyż) poświęcony jest Michałowi Adamowiczowi, drugi (dwa głazy podtrzymujące krzyż) Mieczysławowi Poźniakowi i Andrzejowi Trajkowskiemu. Ustawione są one w miejscach, w których mężczyźni ci stracili życie. Na każdym głazie wyryte jest nazwisko ofiary poprzedzone skrótem ŚP, tekst Poległ 31.08.1982 oraz sentencje: Po tym jednym czynie osądźcie ich wszystkich (na głazie pamięci Michała Adamowicza) i Milczą, a jednak wołają (na głazie pamięci Mieczysława Poźniaka i Andrzeja Trajkowskiego).

## Lokalizacja
Pomnik znajduje się przy Wzgórzu Zamkowym (z Rynku można dojść ulicami Piastowską lub Bolesława Chrobrego), w odległości około 150 m od ratusza. Głaz pamięci Michała Adamowicza znajduje się nieopodal Wzgórza Zamkowego, przed kładką na rzece Baczynce, a głazy pamięci Mieczysława Poźniaka i Andrzeja Trajkowskiego zlokalizowane są przy skrzyżowaniu ulic Wrocławskiej i Odrodzenia (około 150 m od ratusza, dojście ulicą Odrodzenia). W okolice Wzgórza Zamkowego i Rynku kursują autobusy komunikacji miejskiej. Najbliższe przystanki: „Cuprum Arena – Kopernika” oraz „Paderewskiego – rondo”.

## Galeria

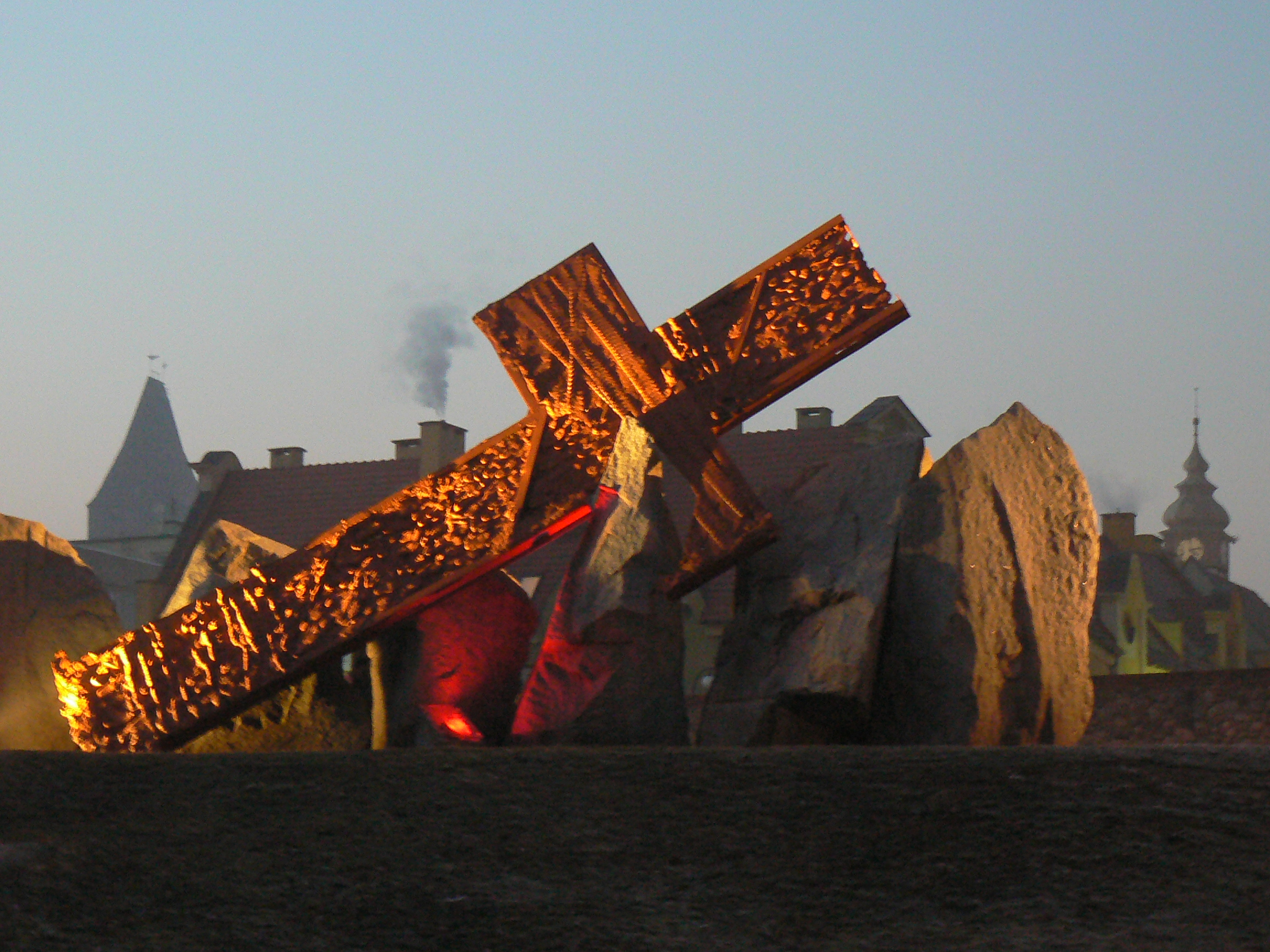
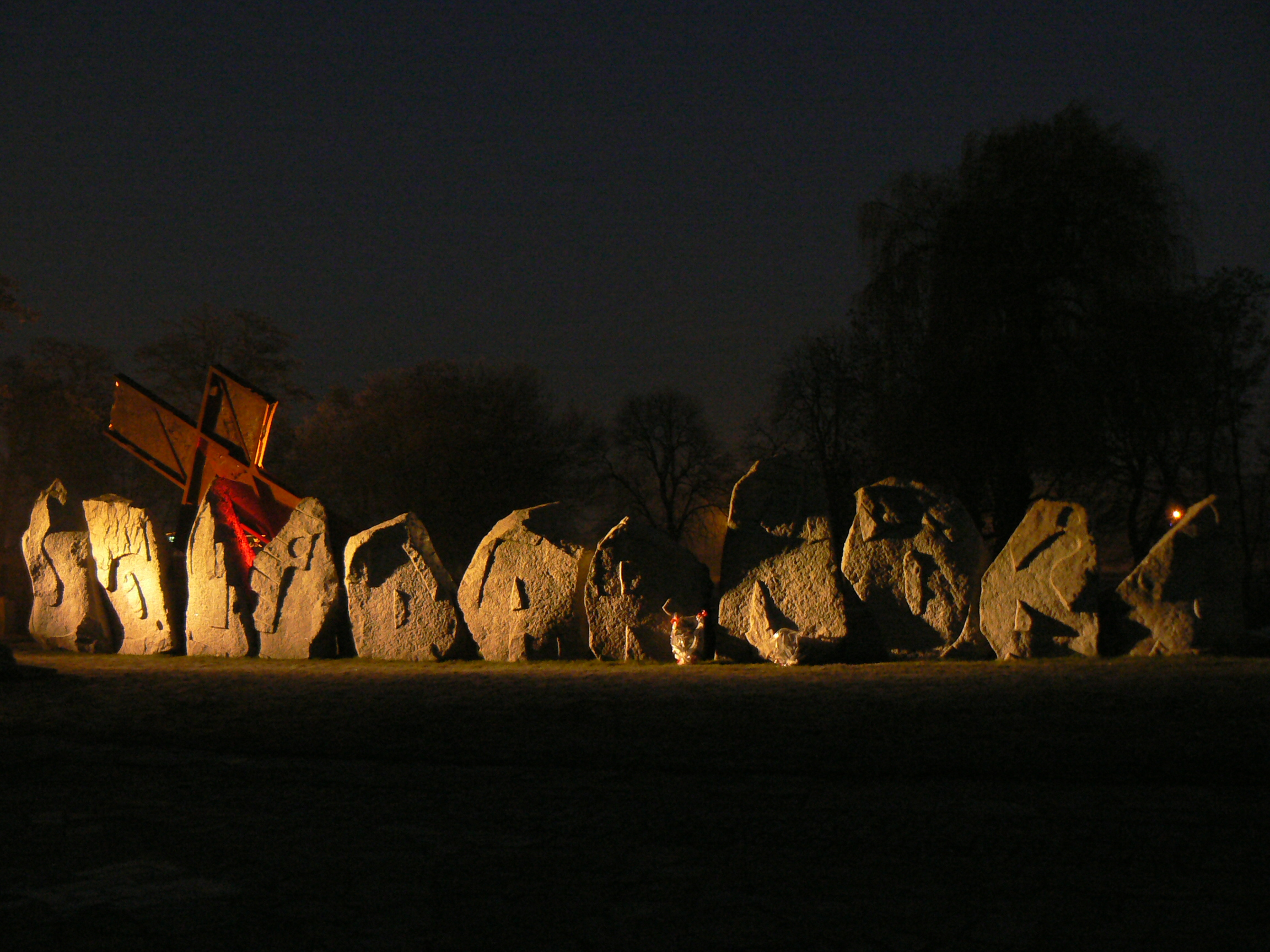
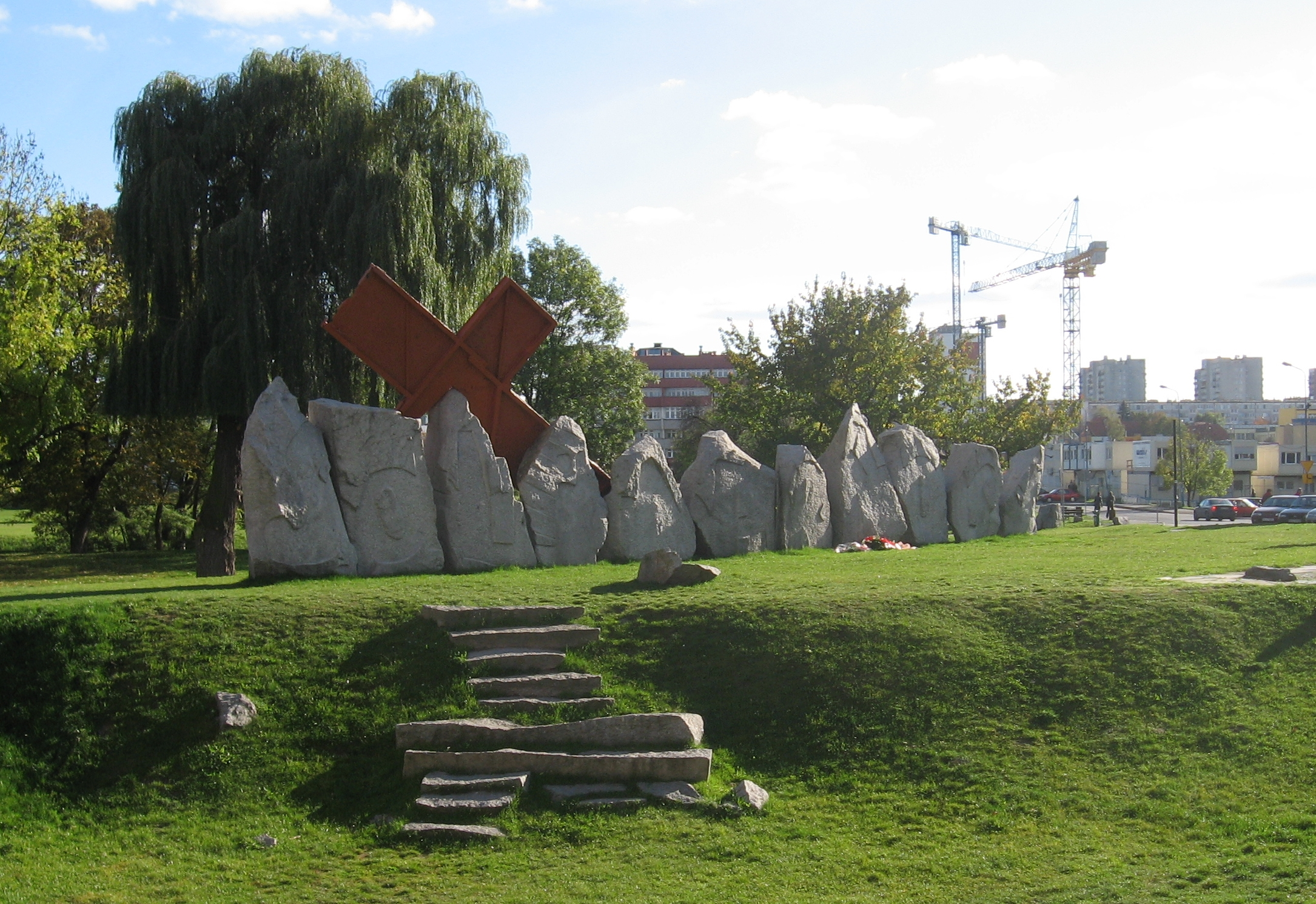
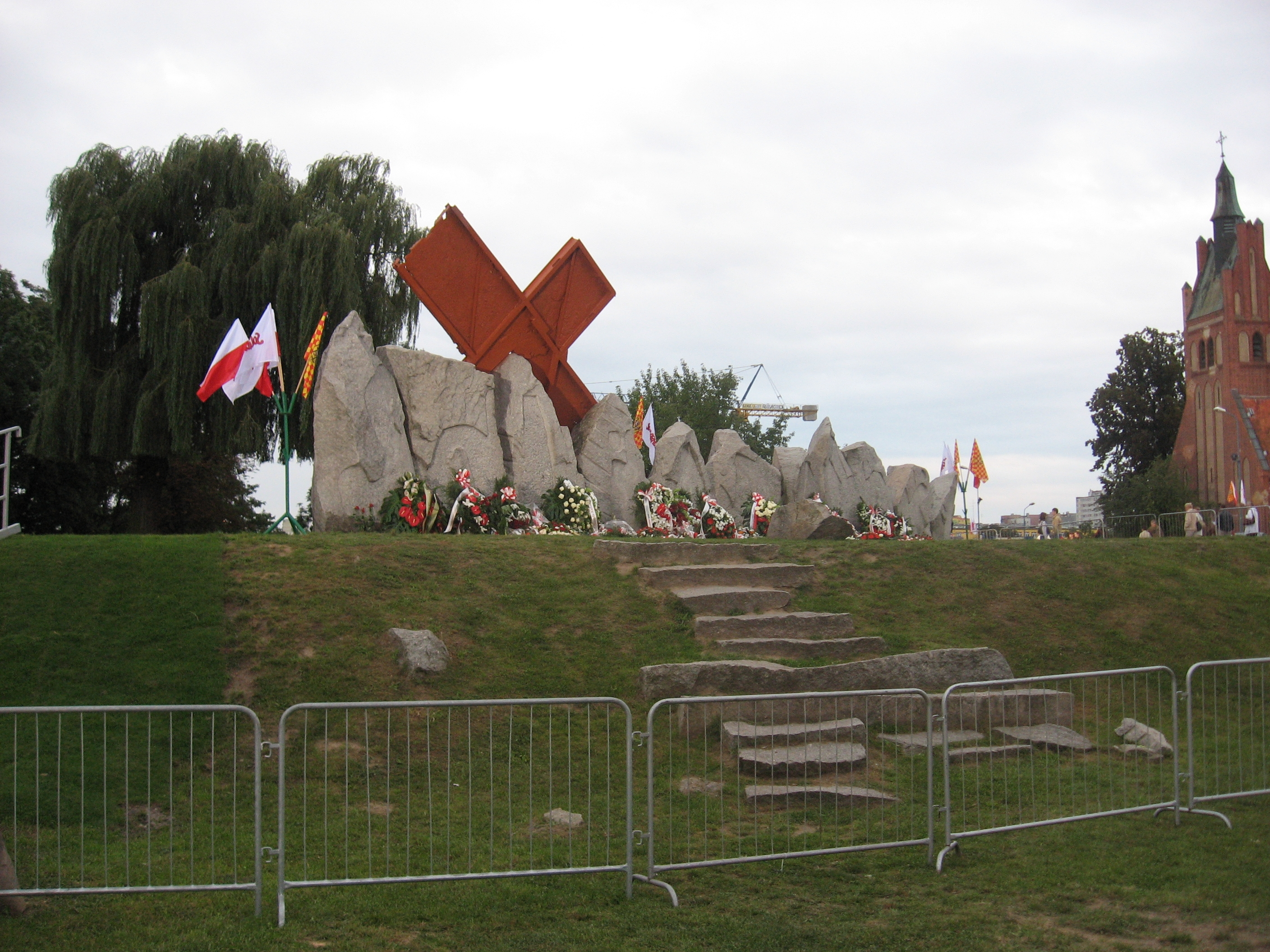